# Astragalus patagonicus
Astragalus patagonicus är en ärtväxtart som först beskrevs av Rodolfo Amando Philippi, och fick sitt nu gällande namn av Carlos Luis Spegazzini. Astragalus patagonicus ingår i släktet vedlar, och familjen ärtväxter. Inga underarter finns listade i Catalogue of Life.